# Miljan Pavković
Miljan Pavković, (en serbe : Миљан Павковић), né le 20 avril 1981 à Zaječar, dans la République socialiste de Serbie, est un joueur serbe de basket-ball. Il évolue au poste de meneur.

## Palmarès
- Champion du Monténégro 2007
- Vainqueur de la coupe du Monténégro 2007
- Champion d'Europe des 16 ans et moins 1997